# Inimá de Paula
Inimá José de Paula (Itanhomi, 7 de dezembro de 1918 — Belo Horizonte, 13 de agosto de 1999) foi um pintor, desenhista e professor brasileiro.

## Vida
Iniciou sua formação em 1937, no Núcleo Antônio Parreiras, em Juiz de Fora. Mudou-se em 1940 para o Rio de Janeiro, onde estudou com Argemiro Cunha no Liceu de Artes e Ofícios e trocou experiências com ex-integrantes do Núcleo Bernardelli. Em 1944, estabeleceu-se em Fortaleza, sendo um dos fundadores da Sociedade Cearense de Artes Plásticas (SCAP).
De volta ao Rio de Janeiro em 1945, expôs com Aldemir Martins, Antonio Bandeira e Jean-Pierre Chabloz. Sua primeira exposição individual foi realizada em 1948, no Instituto dos Arquitetos do Brasil. Na década de 1950, ganhou prêmios no Salão Nacional de Belas Artes e no Salão Nacional de Arte Moderna.
Prosseguiu seus estudos em Paris, entre 1954 e 1956, na Académie de la Grande Chaumière e na École Normale Supérieure des Beaux-Arts. Estudou com André Lhote e Gino Severini. O resultado desta fase foi uma mudança para a pintura abstrata, que apresentou na 5ª Bienal de São Paulo.
Na década de 1960, mudou-se para Belo Horizonte e voltou ao figurativismo.
Um ano antes de sua morte, estabeleceu a Fundação Inimá de Paula, para cuidar da sua obra. A fundação, em parceria com o governo de Minas Gerais, inaugurou em abril de 2008 o Museu Inimá de Paula, em Belo Horizonte.

## Obra
A pintura de Inimá é marcada pelas cores fortes e vibrantes, que o aproximam do Fauvismo. No que diz respeito aos temas, predominam as paisagens, especialmente a urbanas.